# Odi Stadium
L'Odi Stadium est un stade polyvalent situé à Mabopane, en Afrique du Sud. Construit dans les années 1980,, il est fermé en 2005 pour non-respect des règles de sécurité. Il était principalement utilisé pour les matchs de football et pouvait accueillir jusqu'à 60 000 spectateurs. C'était le stade de l'équipe de football des Garankuwa United.

## Historique
Le stade est construit, à la fin des années 1980, par une entreprise de construction basée en Israël, il est situé à Mabopane, au nord de Pretoria, sous la juridiction du conseil métropolitain de Tshwane. La conception du stade est presque identique à celle du stade Mmabatho situé à Mahikeng.
Il dispose de nombreuses installations, dont un terrain de football, une piste d'athlétisme, des équipements pour les épreuves d'athlétisme (saut en longueur, saut en hauteur, lancer du javelot, lancer du marteau, etc.), deux vestiaires. Les installations de l'enceinte à l'extérieur du stade comprennent un club house, une maison de gardien, des courts combinés pour le tennis, le basket-ball, le volley-ball et deux terrains d'entraînement informels de football.
Le stade est fermé en 2005 pour non-respect des règles de sécurité. Il a depuis été négligé et vandalisé. Les résidents locaux ont protesté pour exiger sa démolition car il est devenu dangereux pour les enfants qui continuent de s'y entraîner et de s'y entraîner malgré les conditions insalubres et dangereuses,.